# Ельничное (озеро, Свердловская область)
Е́льничное — проточное озеро на Среднем Урале, в городском округе Верхняя Пышма Свердловской области.

## География
Ельничное озеро расположено к востоку от Уральских гор, на севере городского округа Верхняя Пышма Свердловской области. Озеро окружено хвойным лесом и торфяными болотами. К водоёму примыкает Ельничное болото. Ранее в окрестностях Ельничного озера торфоразработки. Здесь действовала узкоколейная железная дорога, проходившая южнее озера.
Ближайшие к Ельничному озеру населённые пункты: посёлок Ольховка (в 1,5 км к западу), деревни Верхотурка (в 1,5 км к востоку) и Мостовка (в 2 км к юго-востоку). Через Мостовку и Верхотурку, восточнее озера, пролегает автодорога Невьянск — Верхняя Пышма (часть старого Верхотурского тракта).

## Морфометрия
Площадь Ельничного озера составляет 1,12 км². Урез воды — 251,4 м над уровнем моря.

## Гидрология
Ельничное озеро является проточным. На юге в него впадает река Ключ, а на западе из озера вытекает река Ельничный Исток, которая, в свою очередь, впадает в соседнее Аятское озеро (бассейн Режа).

## Данные водного реестра
По данным государственного водного реестра России, Ельничное озеро относится к Иртышскому бассейновому округу, речному бассейну Иртыша, речному подбассейну Тобола.
Код объекта в государственном водном реестре — 14010501711111200010920.

## Археология
В древние времена Ельничное озеро было значительно крупнее, чем сейчас. Водоём привлекал древнего человека. В окрестностях Ельничного озера археологами найдено большое количество археологических памятников.
Первыми здесь нашли стоянки древнего человека археолог-любитель Н. А. Рыжников и бывший смотритель Мостовского прииска П. В. Жуланов в 1902 году. На озёрном берегу ими найдено «порядочное количество» глиняных черепков и каменных орудий. Примечательными находками были два наконечника стрел из чёрного кремнистого сланца и каменный шлифованный топор. Жители деревень Мостовки и Верхотурки поведали Жуланову, что во время пробивки шурфов на золото в Ельничном болоте нашли горшок и доску, похожую на лыжу. Крестьяне продали найденное «торговцу камнями» Д. К. Звереву.
В 1907 году около полуострова Ельничного, на Мостовском прииске, была найдена каменная ступка диаметром в 27 см и глубиной до 4 см. В ступке был каменный пест. В этом же месте были найдены каменные орудия и керамические изделия. Все находки были переданы в музей Уральского общества любителей естествознания.
На сегодняшний день в окрестностях Ельничного озера известно 10 древних поселений, носящих наименования Ельничное озеро I—X соответственно, а также стоянка Ельничное озеро XI. Они датированы эпохами неолита, энеолита, бронзового и раннего железного веков.

## Фауна
В Ельничном озере обитает рыба: ёрш, лещ, окунь, чебак, щука. В районе озера гнездится водоплавающая птица.